# Аулієкольський сільський округ
Аулієко́льський сільський округ (каз. Әулиекөл ауылдық округі, рос. Аулиекольский сельский округ) — адміністративна одиниця у складі Аулієкольського району Костанайської області Казахстану. Адміністративний центр та єдиний населений пункт — село Аулієколь.
Населення — 10857 осіб (2021; 11692 у 2009, 11552 у 1999, 11990 у 1989).
Станом на 1989 рік існувала Семиозерна сільська рада (село Семиозерне).